# Komotiní
Komotiní ou Comotini en français (en grec : Κομοτηνή ; en turc : Gümülcine ; en bulgare : Гюмюрджина, Gioumiourdjina) est une ville du nord-est de la Grèce, capitale de la Macédoine-Orientale-et-Thrace, l’une des treize périphéries de Grèce, et préfecture du district régional de Rhodope.
Komotiní est également le siège du dème du même nom.
Selon le recensement de 2021, la population du dème compte 65 243 habitants tandis que celle de  la ville s'élève à 51 732 habitants.

## Géographie
La ville se situe à une altitude de 32 mètres à 38 mètres dans la plaine Thrace, près des contreforts du massif montagneux des Rhodopes.
Komotiní est situé entre deux rivières, la Boklutzas à l'ouest et la Trelohimaros à l'est, qui confluent avec le ruisseau Karidia pour former la rivière Bosbozis.

## Histoire

### Antiquité
Durant l’Antiquité, Komotiní fait partie du royaume thrace des Odryses, qui s’hellénise. À l’époque romaine, qui commence en l’an 148 avant notre ère, la ville devient un centre commercial et militaire de la via Egnatia. La christianisation est achevée au Ve siècle (construction de basiliques) : Komotiní fait désormais partie de l’Empire romain d'orient, que nous appelons « byzantin ». Elle avait subi des destructions lors de l’invasion des Goths et des Hérules, au IVe siècle, et en subit à nouveau au VIe siècle, à l’époque des invasions avares et slaves.

### Moyen Âge
Au Moyen Âge, Komotiní est disputée entre le premier Empire bulgare et l’Empire byzantin qui inclut la région dans le « thème » byzantin de Macédoine, enjeu stratégique sur la route entre Constantinople et Thessalonique. En 1204, la quatrième croisade la rattache à l’Empire latin de Constantinople mais l’Empire de Nicée reprend la ville en 1224. À la fin du XIVe siècle et au début du XVe siècle, Grecs, Bulgares et Ottomans se disputent la possession de Komotiní, qui périclite avant de tomber définitivement entre les mains des Ottomans en 1387, pour rester turque durant cinq siècles sous le nom de Gümülcine. Une partie de la population se convertit à l’islam : d’origine grecque, ce sont les ma'mīnīm ; juive, ce sont les avdétis ; bulgare, ce sont les pomaques. Soumis au haraç (double imposition sur les non-musulmans) et au devchirmé (enlèvement des enfants pour les janissaires), les chrétiens, eux, sont des sujets de seconde zone.

### Ère moderne
Au XVIIIe siècle, Komotiní était devenue un centre réputé de production de tabac, de figues séchées, de pistaches et d'amandes, qui lui assurent sa prospérité, accrue par l’arrivée du train en 1890. Les chrétiens de la ville attendent leur salut de la renaissance de la Grèce et de la Bulgarie, mais sont divisés entre eux, et la domination ottomane se maintient jusqu’en 1912. Lors de la Première Guerre balkanique, la ville fut prise par la Bulgarie mais les Turcs de la ville ne l’entendent pas de cette oreille et y proclament l’éphémère république de Thrace occidentale en 1913. Hélas pour eux, le traité de Bucarest signé cette même année confirma l’appartenance de Komotiní à la Bulgarie : les Grecs et les musulmans commencèrent à émigrer.
La défaite bulgare lors de la Première Guerre mondiale fit passer la région et la ville à la Grèce, et selon les dispositions du traité de Lausanne de 1923 concernant les échanges de populations, les musulmans habitant encore la ville doivent la quitter, et sont remplacés par des Grecs réfugiés de Thrace orientale, des Micrasiates (Grecs d’Anatolie) et des Pontiques de Bulgarie.
Pendant l’Occupation, Komotiní est reprise en 1941 par la Bulgarie qui l’annexe avec toute la Thrace égéenne. Fin 1944, la résistance grecque libère Komotiní qui est, de plus, touchée après-guerre par la guerre civile grecque. Les violences n’ont épargné aucune famille, qu’il s’agisse de celles de Grecs résistants, de Romaniotes livrés par les Bulgares aux nazis, de Bulgares jugés « collaborateurs » et exécutés lors de l’épuration, ou encore de Grecs communistes après la guerre civile. Exsangue, Komotiní se repeuple de nombreux réfugiés déplacés par la guerre et ses suites : Cinguènes ou Roms musulmans chassés de Bulgarie, Arméniens et Grecs d’Istanbul, d’Imbros et Ténédos chassés par les persécutions de septembre 1955... Plus récemment des Grecs des pays de l’ex-URSS ont été regroupés à Komotiní. Toutefois, jusqu’à nos jours, les Komotiníotes musulmans constituent encore près du quart de la population de la ville.
Loin des circuits touristiques, Komotiní met du temps pour accéder à la prospérité, et ces difficiles acquis sont remis en cause par la crise financière des années 2010, due à la dérégulation mondiale et aux endettements de la Grèce.
Komotiní est le siège de l’université Démocrite de Thrace, fondée en 1973.
Le maire de la ville est actuellement Ioánnis Garánis.

## Population
| 1981   | 1991   | 2001   | 2011   |
| ------ | ------ | ------ | ------ |
| 34 051 | 37 036 | 43 326 | 50 990 |

| 2021   | - | - | - |
| ------ | - | - | - |
| 51 732 | - | - | - |

## Patrimoine bâti
La vieille ville de Komotiní présente un certain nombre de monuments protégés en Grèce, datant principalement de l'époque ottomane, notamment :
- la Vieille Mosquée reconstruite au début du XVIIe siècle et qui remonte probablement à la fin du XIVe siècle ;
- la Nouvelle Mosquée, datant de la fin du XVIe ou du début du XVIIe siècle ;
- la tour de l'horloge, érigée à la fin du XIXe siècle à proximité immédiate de la Nouvelle Mosquée ;
- l'imaret (el), l'un des plus anciens monuments ottomans en Europe ;
- la mosquée Yunus-Bey, dont il ne subsiste que quelques vestiges au nord-ouest de la ville ;
- la forteresse (el), dans laquelle était située la synagogue de la ville jusqu'à sa destruction en 1994 ;
- l'église de la Dormition-de-la-Vierge-Marie, église principale de la métropole de Maronia et Komotiní ;
- l'église Saint-Grégoire-l'Illuminateur, une église chrétienne arménienne ;
- l'ancien palais de justice et son architecture éclectique.

## Transports
L'autoroute A2 (Egnatia Odos) passe au sud de la ville.
La gare de Komotiní (en) est desservie par la ligne de Thessalonique à Alexandroúpoli (en).
Des trains assurent une liaison quotidienne avec Thessalonique, Athènes et Évros.